# .5: The Gray Chapter
.5: The Gray Chapter – piąty album studyjny amerykańskiej grupy muzycznej Slipknot.
Nagrania w Polsce uzyskały certyfikat złotej płyty.

## Lista utworów
1. „XIX” – 3:10
2. „Sarcastrophe” – 5:06
3. „AOV” – 5:32
4. „The Devil in I” – 5:42
5. „Killpop” – 3:45
6. „Skeptic” – 4:46
7. „Lech” – 4:50
8. „Goodbye” – 4:35
9. „Nomadic” – 4:18
10. „The One That Kills the Least” – 4:11
11. „Custer” – 4:14
12. „Be Prepared for Hell” – 1:57
13. „The Negative One” – 5:25
14. „If Rain Is What You Want” – 6:20

## Twórcy
Źródło.
| Slipknot - Craig Jones – instrumenty klawiszowe, sampler - Sid Wilson – gramofony - Corey Taylor – wokal prowadzący - Chris Fehn – instrumenty perkusyjne, wokal wspierający - M. Shawn Crahan – zdjęcia, instrumenty perkusyjne, wokal wspierający, kierownictwo artystyczne - James Root – gitara rytmiczna, gitara prowadząca, gitara basowa - Mick Thomson – gitara rytmiczna, gitara prowadząca, gitara basowa Dodatkowi muzycy - Donnie Steele – gitara basowa (niewymieniony na płycie) |  | Inni - Joe Barresi – miksowanie - Vlado Meller – mastering - Greg Fidelman – produkcja muzyczna, miksowanie - Dan Monti – edycja - Greg Gordon – realizacja nagrań - Jim Monti – realizacja nagrań - Sara Lyn Killion – realizacja nagrań - Chris Claypool – inżynieria dźwięku - Evin O’Cleary – inżynieria dźwięku - Geoff Neal – inżynieria dźwięku - Marcus Johnson – inżynieria dźwięku |